# Armorial des communes des Bouches-du-Rhône
Cette page donne les armoiries (figures et blasonnements) des communes des Bouches-du-Rhône.

(0 dessin(s) en attente.)
- Haut – A
- B
- C
- D
- E
- F
- G
- H
- I
- J
- K
- L
- M
- N
- O
- P
- Q
- R
- S
- T
- U
- V
- W
- X
- Y
- Z

## A
| Blason de Aix-en-Provence | Blason  | D'or aux quatre pals de gueules, au chef tiercé en pal : au 1er d'argent à la croix potencée d'or cantonnée de quatre croisettes du même, au 2e d'azur semé de fleurs de lys d'or brisé en chef d'un lambel de cinq pendants de gueules, au 3e d'azur semé de fleurs de lys d'or à la bordure de gueules. |
| Blason de Aix-en-Provence | Détails | Blason utilisé comme logotype par la commune. |

| Blason de Allauch | Blason  | D'azur au croissant renversé d'argent, accompagné en pointe de trois étoiles du même et en chef de deux vols accostés. |
| Blason de Allauch | Détails | Blason utilisé comme logotype par la commune.                                                                          |

| Blason de Alleins | Blason  | De gueules à dix losanges accolées d'or, posées 4, 4, 2. |
| Blason de Alleins | Détails | Blason utilisé comme logotype par la commune.            |

| Blason de Arles | Blason  | D'azur au léopard lionné d'or accroupi, la queue remontant entre les jambes, la patte dextre élevée tenant un labarum de Constantin du même chargé de l'inscription de sable CIV.AREL. |
| Blason de Arles | Détails | |

| Blason de Aubagne | Blason  | D'azur à la lettre A d'or entrelacée avec une lettre V du même, toutes deux surmontées de deux fleurs de lys d'or, en pointe une mer d'argent. |
| Blason de Aubagne | Détails | |

| Blason de Aureille | Blason  | Parti : de gueules à une tour d'or et d'or à un lion assis de gueules. |
| Blason de Aureille | Détails | Blason utilisé comme logotype par la commune.                          |

| Blason de Auriol | Blason  | D'argent à un loriot au naturel perché sur une branche d'argent feuillée de deux pièces du champ                  |
| Blason de Auriol | Détails | Armes parlantes. Blason au champ d'argent utilisé par la commune.                                                 |
| Blason de Auriol | Alias   | Une version existe avec un champ de sinople.                                                                      |
| Blason de Auriol | Alias   | Ancien blason : d'or à un oiseau appelé auriol de sinople, perché sur une branche d'arbre posée en bande du même. |

| Blason de Aurons | Blason  | Coupé : de gueules à un bœuf d'or, et d'argent à la barre de sinople. |
| Blason de Aurons | Détails |                                                                       |

## B
| Blason de La Barben | Blason  | De sinople à deux têtes de lion accolées et adossées d'or et colletées ensemble de gueules, de la bouche desquelles jaillissent deux jets d'eau d'argent tombant sur une champagne ondée de même, au chef cousu d'azur et à un château flanqué de deux tours d'argent, ouvert et maçonné de sable, brochant sur le trait du chef. |
| Blason de La Barben | Détails | Blason utilisé comme logotype par la commune. |

| Blason de Barbentane | Blason  | Parti : au I de gueules à une tour d'argent maçonnée de sable, au II d'azur à une salamandre d'or, la tête couronnée et grimpante contre un F de même tourné à dextre. |
| Blason de Barbentane | Détails | La commune utilise la version du blason où la salamandre est d'argent.                                                                                                 |
| Blason de Barbentane | Alias   | Parti au I de gueules à une tour d'argent maçonnée de sable, au II d'azur à une salamandre d'argent, la tête grimpante contre un F de même tourné à dextre.            |

| Blason de Les Baux-de-Provence | Blason  | De gueules à une étoile à seize branches d'argent. |
| Blason de Les Baux-de-Provence | Détails |                                                    |

| Blason de Beaurecueil | Blason  | D'azur à deux lions d'or affrontés tenant entre leurs pattes un cœur d'argent. |
| Blason de Beaurecueil | Détails | Blason utilisé comme logotype par la commune.                                  |

| Blason de Belcodène | Blason  | De gueules à un lion d'argent,. |
| Blason de Belcodène | Détails |                                 |

| Blason de Berre-l'Étang | Blason  | De gueules au lion d'argent, la queue fourchue, armé, lampassé et couronné d'or, portant sur l'épaule une moucheture d'hermine de sable, au chef parti : au 1er d'azur semé de fleurs de lis d'or et au lambel de gueules posé en chef, au 2e d'azur semé de fleurs de lis d'or et à la bordure de gueules. |
| Blason de Berre-l'Étang | Détails | La commune utilise la version du blason où le lion est d'argent. |
| Blason de Berre-l'Étang | Alias   | De gueules au lion d'or tenant dans sa patte dextre une fleur de lis du même, au chef parti : au 1er d'azur semé de fleurs de lis d'or et au lambel de gueules, au 2e d'azur semé de fleurs de lis d'or et à la bordure de gueules.                                                                         |

| Blason de Bouc-Bel-Air | Blason  | D'azur à un cerf saillant d'or. |
| Blason de Bouc-Bel-Air | Détails |                                 |

| Blason de La Bouilladisse | Blason  | D'or à quatre pals de gueules, au chef d'or à un loriot de sinople perché sur une branche du même, accosté de deux B affrontés de sable,. |
| Blason de La Bouilladisse | Détails | |

| Blason de Boulbon | Blason  | De gueules à un lion d'argent.                |
| Blason de Boulbon | Détails | Blason utilisé comme logotype par la commune. |

## C
| Blason de Cabannes | Blason  | D'azur à un cor de chasse d'or, surmonté de trois bilettes du même. |
| Blason de Cabannes | Détails | Blason utilisé comme logotype par la commune.                       |

| Blason de Cabriès | Blason  | D'or à un chêne de sinople, et une chèvre de gueules, rampante contre le pied de l'arbre. |
| Blason de Cabriès | Détails | Armes parlantes. (chèvre /cabri) Blason utilisé comme logotype par la commune.            |

| Blason de Cadolive | Blason  | D'argent à une branche d'olivier d'argent fruitée de sable, au chef d'azur portant en lettres de sable CADO OULIVO VEN A BEN,.        |
| Blason de Cadolive | Détails | Armes à enquerre (non-respect de la règle de contrariété des couleurs) Armes parlantes. Blason utilisé comme logotype par la commune. |

| Blason de Carnoux-en-Provence | Blason  | De gueules à la barre d'azur° accompagnée en chef de trois croissants mal ordonnés, les deux en pointe adossés d'argent et en pointe d'une fleur de lys d'or surmontée d'un lambel du même. |
| Blason de Carnoux-en-Provence | Détails | Armes à enquerre (non-respect de la règle de contrariété des couleurs) Adopté par délibération du conseil municipal le 7 mars 1972                                                          |

| Blason de Carry-le-Rouet | Blason  | D'azur à une tour carrée d'or sur une mer d'argent,. |
| Blason de Carry-le-Rouet | Détails |                                                      |

| Blason de Cassis | Blason  | D'azur à la crosse d'or accompagnée de deux poissons affrontés d'argent posés en pal,. |
| Blason de Cassis | Détails |                                                                                        |

| Blason de Ceyreste | Blason  | Coupé d'argent à la barre d'azur et de sinople à un lévrier d'argent. |
| Blason de Ceyreste | Détails | Blason utilisé comme logotype par la commune.                         |

| Blason de Charleval | Blason  | D'azur au taureau furieux ailé d'or,.         |
| Blason de Charleval | Détails | Blason utilisé comme logotype par la commune. |

| Blason de Châteauneuf-le-Rouge | Blason  | Coupé de gueules au pal d'or, et d'or à un bouc de sable. |
| Blason de Châteauneuf-le-Rouge | Détails | Blason utilisé comme logotype par la commune.             |

| Blason de Châteauneuf-les-Martigues | Blason  | D'azur à un château d'argent, ouvert et maçonné de sable, flanqué à dextre d'une grosse tour carrée aussi d'argent, maçonnée de sable, sur une terrasse d'argent. |
| Blason de Châteauneuf-les-Martigues | Détails | Armes parlantes. |

| Blason de Châteaurenard | Blason  | D'or à un château de gueules ouvert et maçonné de sable, surmonté d'un renard du même. |
| Blason de Châteaurenard | Détails | Armes parlantes.                                                                       |

| Blason de Cornillon-Confoux | Blason  | De sable à une femme d'argent tenant de sa main dextre un croissant du même, ayant sa main senestre fermée, à la réserve de l'index et posée au milieu de l'estomac, l'index vers la pointe. |
| Blason de Cornillon-Confoux | Détails | |

| Blason de Coudoux | Blason  | Coupé : au 1er d'azur à l'étoile de seize rais d'or, dans le canton un écu d'azur chargé d'une fleur de lys aussi d'or surmontée d'un lambel aussi de gueules, au 2e d'or à la grappe de raisin d'argent accostée de deux rameaux d'olivier de sinople posés en chevron renversé. |
| Blason de Coudoux | Détails | Armes à enquerre (non-respect de la règle de contrariété des couleurs) Conflit héraldique : le blasonnement annonce la couleur azur comme couleur du champ du 1er, le dessin montre un champ d'argent. Blason utilisé par la commune                                              |

| Blason de Cuges-les-Pins | Blason  | Fascé : d'or et de gueules de six pièces, au chef d'azur chargé du mot CUGES d'or. |
| Blason de Cuges-les-Pins | Détails | Blason utilisé comme logotype par la commune.                                      |

## D
| Blason de La Destrousse | Blason  | De gueules à trois tours d'or maçonnées de sable,. |
| Blason de La Destrousse | Détails | Blason utilisé comme logotype par la commune.      |

## E
| Blason de Éguilles | Blason  | D'azur à trois aiguilles d'argent surmontées de trois étoiles de même. |
| Blason de Éguilles | Détails | Armes parlantes. Blason utilisé comme logotype par la commune.         |

| Blason de Ensuès-la-Redonne | Blason  | D'azur au dauphin couché d'argent surmonté d'une étoile des Baux du même, au chef d'or à quatre pals de gueules. |
| Blason de Ensuès-la-Redonne | Détails | Blason créé en 1933 par Étienne Imbert,                                                                          |

| Blason de Eygalières | Blason  | D'azur à l'aigle impériale d'or posée sur un rocher du même, mouvant des flancs et de la pointe et chargé en pointe de l'inscription « AQVILARVM RVPES » en lettres capitales de sable ordonnées en orle. |
| Blason de Eygalières | Détails | Blason à l'aigle utilisé comme logotype par la commune. |
| Blason de Eygalières | Alias   | Ancien blason : d'argent à un gril de sable, le manche en bas. |

| Blason de Eyguières | Blason  | D'azur aux trois aiguières d'argent, celle en chef à dextre contournée. |
| Blason de Eyguières | Détails | Armes parlantes.                                                        |

| Blason de Eyragues | Blason  | D'argent à la masse d'eau, arrachée et tigée au naturel, flottant sur un marais flotté d'azur, accompagnée de deux hydrophiles,. |
| Blason de Eyragues | Détails | Note : Ce blasonnement copié sur la source citée est totalement fantaisiste.                                                     |

## F
| Blason de La Fare-les-Oliviers | Blason  | D'azur à une main dextre de carnation, tenant un flambeau de gueules allumé d'or,. |
| Blason de La Fare-les-Oliviers | Détails | Blason utilisé comme logotype par la commune.                                      |

| Blason de Fontvieille | Blason  | D'or au lévrier rampant de sable colleté du champ. |
| Blason de Fontvieille | Détails | Blason utilisé comme logotype par la commune.      |

| Blason de Fos-sur-Mer | Blason  | D'or au cochon contourné de sable.                                            |
| Blason de Fos-sur-Mer | Détails |                                                                               |
| Blason de Fos-sur-Mer | Alias   | Coupé : au 1er d’azur à la croix d’argent, au 2e d’argent au cerf de gueules. |

| Blason de Fuveau | Blason  | D'azur à la boucle de ceinture accostée de deux palmes adossées, surmontée de l'inscription FU et soutenue de L'inscription VEAU, les deux inscriptions en lettres capitales, le tout d'or. |
| Blason de Fuveau | Détails | |

## G
| Blason de Gardanne | Blason  | D'azur à un grand A, sommé d'une croix haussée et fleuronnée, accostée en fasce de deux roses et soutenue en pointe des deux lettres G et A, le tout d'or. |
| Blason de Gardanne | Détails | |

| Blason de Gémenos | Blason  | D'argent à un arbre de sinople planté au milieu d'une terrasse du même et au pied de l'arbre deux petits enfants d'or, assis et s'entretenant. |
| Blason de Gémenos | Détails | Gémenos : Armes parlantes. (enfants jumeaux) Blason utilisé comme logotype par la commune.                                                     |

| Blason de Gignac-la-Nerthe | Blason  | D'or à un olivier de sinople accosté de deux lettres G et G de sable. |
| Blason de Gignac-la-Nerthe | Détails | Blason anciennement utilisé comme logotype par la commune.            |

| Blason de Grans | Blason  | D'azur terrassé de sinople à trois épis de blé d'or. |
| Blason de Grans | Détails | Blason utilisé comme logotype par la commune.        |

| Blason de Graveson | Blason  | De gueules à une croix de Lorraine ou à double traverse d'argent, accompagnée en pointe de trois besants d'or. |
| Blason de Graveson | Détails | Blason utilisé comme logotype par la commune.                                                                  |

| Blason de Gréasque | Blason  | De gueules à un lion d'argent, coupé d'argent, à un griffon de gueules. |
| Blason de Gréasque | Détails | Blason utilisé par la commune.                                          |

## I
| Blason de Istres | Blason  | D'azur à l'étoile d'or. |
| Blason de Istres | Détails |                         |

## J
| Blason de Jouques | Blason  | De gueules à un coq d'or à dextre et une poule d'argent à senestre, affrontés sur une terrasse de sinople et un chef d'or chargé du mot JOUQUES en caractères de sable. |
| Blason de Jouques | Détails | Blason utilisé par la commune. |

## L
| Blason de Lamanon | Blason  | D'or à un lacs d'amour d'azur en pal. |
| Blason de Lamanon | Détails |                                       |

| Blason de Lambesc | Blason  | D'azur à une croix de Lorraine ou patriarcale d'or. |
| Blason de Lambesc | Détails |                                                     |

| Blason de Lançon-Provence | Blason  | D'azur à une étoile à 16 rais d'or. |
| Blason de Lançon-Provence | Détails |                                     |

## M
| Blason de Maillane | Blason  | De gueules au monogramme de Jesus Hominum Salvator, JHS croiseté d'argent, soutenu de cinq clous de la Passion appointés du même. |
| Blason de Maillane | Détails | |

| Blason de Mallemort | Blason  | De sable à une tête de mort d'argent posée en cœur, soutenue de deux os du même passés en sautoir et surmontée d'un vase d'or couché, à une bordure d'argent chargée du mot MALLEMORT en lettres de sable. |
| Blason de Mallemort | Détails | Armes parlantes. |

| Blason de Marignane | Blason  | D'azur à la lettre M capitale d'or surmontée d'une étoile du même. |
| Blason de Marignane | Détails |                                                                    |

| Blason de Marseille | Blason  | D'argent à la croix d'azur. |
| Blason de Marseille | Détails | Blason dérivé du drapeau de Marseille et attesté depuis le XIIe siècle. |
| Blason de Marseille | Alias   | Tranché : au 1er d'argent à la croix alésée d'azur, au 2e d'azur à une trirème antique d'or mouvant de la partition sur une mer de sinople, au chef de gueules chargé de trois abeilles d'or qui est le signe des bonnes villes de l'Empire. Pendant le Premier Empire, un autre blason est créé mais il n'a jamais été utilisé. |

| Blason de Martigues | Blason  | De gueules à la tour d'argent, ouverte et ajourée du champ, maçonnée de sable, accostée de deux clefs adossées aussi d'argent. |
| Blason de Martigues | Détails | |

| Blason de Mas-Blanc-des-Alpilles | Blason  | D'azur à un mât de vaisseau d'argent.                    |
| Blason de Mas-Blanc-des-Alpilles | Détails | Mas-Blanc-des-Alpilles : Armes parlantes. (mât d’argent) |

| Blason de Maussane-les-Alpilles | Blason  | Parti : de gueules et de sable à une étoile de 16 rais d'or brochante sur le trait du parti,. |
| Blason de Maussane-les-Alpilles | Détails | Blason utilisé par la commune.                                                                |

| Blason de Meyrargues | Blason  | Parti : au 1er d'azur au lévrier rampant d'argent, au 2e de gueules à l'étoile de huit rais d'argent, au chef d'argent chargé de trois tourteaux de sable. |
| Blason de Meyrargues | Détails | |

| Blason de Meyreuil | Blason  | Écartelé : au 1er de gueules à la tête de léopard d’or, au 2e d’or à l’ombre d’un épi de blé de sable posé en barre et brochant sur l’ombre d’une branche d’olivier de sable posée en bande, au 3e d’azur à la centrale thermique des Houillères dont une tour laisse échapper de la fumée, le tout d’argent et posé sur une champagne haussée d’argent, au 4e d’azur à la maison d’argent mouvant du flanc senestre et posée sur une champagne haussée d’argent à la rivière d'azur coulant en barre et mouvant du flanc senestre, enjambée en pointe d'un pont de pierre d'argent, à l'arbre de sinople fûté d’or à dextre brochant sur le tout. |
| Blason de Meyreuil | Détails | Blason utilisé comme logotype par la commune. |

| Blason de Mimet | Blason  | D'azur à trois bandes d'or et un chef d'argent, chargé du mot MIMET de sable. |
| Blason de Mimet | Détails | Blason utilisé comme logotype par la commune.                                 |

| Blason de Miramas | Blason  | D'azur à une clef d'or posée en pal, le panneton entouré de sept besants d'argent, trois à dextre et quatre à senestre, et l'anneau en losange adextré de la lettre M, aussi d'argent,. |
| Blason de Miramas | Détails | |

| Blason de Mollégès | Blason  | De sinople à trois molettes d'or posées en bande.                                    |
| Blason de Mollégès | Détails | Mollégès : Armes parlantes. (molettes) Blason utilisé comme logotype par la commune. |

| Blason de Mouriès | Blason  | D'azur à la tour d'argent ouverte et maçonnée de sable, sommée de deux colombes d'argent, becquées et membrées de gueules, supportant de leur bec un écusson du même à l'étoile de 16 rais d'argent. |
| Blason de Mouriès | Détails | Blason utilisé comme logotype par la commune. |

## N
| Blason de Noves | Blason  | D'or à un ours de sable, à un chef du même.   |
| Blason de Noves | Détails | Blason utilisé comme logotype par la commune. |

## O
| Blason de Orgon | Blason  | D'azur à une Notre-Dame d'argent sur une nuée du même,.                      |
| Blason de Orgon | Détails | Blason utilisé comme logotype par la commune.                                |
| Blason de Orgon | Alias   | D'azur à une Notre-Dame d'argent entourée d'un cercle ovale rayonnant d'or,. |

## P
| Blason de Paradou | Blason  | De gueules aux deux tours d'or, maçonnées de sable, rangées en fasce en pointe, surmontées d'une étoile de seize rais d'argent. |
| Blason de Paradou | Détails | |

| Blason de Pélissanne | Blason  | D'azur à un pélican d'or, au chef d'argent, chargé de trois flammes de gueules. |
| Blason de Pélissanne | Détails | Pélissanne : Armes parlantes. (pélican)                                         |

| Blason de La Penne-sur-Huveaune | Blason  | Coupé : au 1er d'or au lévrier de sinople, au 2e de gueules à la barre d'argent,. |
| Blason de La Penne-sur-Huveaune | Détails |                                                                                   |

| Blason de Les Pennes-Mirabeau | Blason  | Échiqueté d'azur et d'argent de quatre tires. |
| Blason de Les Pennes-Mirabeau | Détails |                                               |

| Blason de Peynier | Blason  | D'azur à trois pommes de pin d'or. |
| Blason de Peynier | Détails |                                    |

| Blason de Peypin | Blason  | D'or aux quatre cœurs de gueules appointés en sautoir. |
| Blason de Peypin | Détails |                                                        |

| Blason de Peyrolles-en-Provence | Blason  | D'azur à la tour d'argent maçonnée de sable, posée sur des ondes aussi d'argent mouvant de la pointe. |
| Blason de Peyrolles-en-Provence | Détails | |

| Blason de Plan-de-Cuques | Blason  | De sinople au lion dragonné accroupi d'or, crachant une gerbe d'eau d'argent chargée du millésime 1873 d'azur, au chef tiercé en pal, au I d'argent à la croix d'azur (qui est de Marseille), chargé en pointe du millésime 1792 d'or brochant sur le tout, au II d'or à quatre pals de gueules (qui est de Provence ancien), au III d'azur au croissant renversé d'argent accompagné en pointe de trois étoiles et en chef de deux demi-vols de même (qui est d'Allauch), chargé en pointe du millésime 1937 d'or. |
| Blason de Plan-de-Cuques | Détails | |

| Blason de Port-de-Bouc | Blason  | De gueules à l'ancre de marine d'or avec sa gumène du même, surmontée d'une trangle aussi d'or étayée aux cantons de deux bâtons du même mouvant des flancs, l'un en barre à dextre et l'autre en bande à senestre. |
| Blason de Port-de-Bouc | Détails | |

| Blason de Port-Saint-Louis-du-Rhône | Blason  | Parti d’or et d’azur à la champagne de sinople brochante, à la tour du lieu d’argent ouverte et ajourée de sable brochant sur le tout. |
| Blason de Port-Saint-Louis-du-Rhône | Détails | |

| Blason de Le Puy-Sainte-Réparade | Blason  | D'argent à un pal d'azur coupé de sinople, à un cheval gai d'or. |
| Blason de Le Puy-Sainte-Réparade | Détails |                                                                  |

| Blason de Puyloubier | Blason  | D'or à un bois de sinople, mouvant du flanc senestre, et un loup de sable sortant de ce bois. |
| Blason de Puyloubier | Détails |                                                                                               |

## R
| Blason de Rognac | Blason  | De sable semé de faux d'or. |
| Blason de Rognac | Détails |                             |

| Blason de Rognes | Blason  | D'or à un loup ravissant d'azur, lampassé et armé de gueules. |
| Blason de Rognes | Détails |                                                               |

| Blason de Rognonas | Blason  | D'azur à trois rognons ou testicules de mouton d'or, les deux en chefs adossés. |
| Blason de Rognonas | Détails | Armes parlantes.                                                                |

| Blason de La Roque-d'Anthéron | Blason  | D'or à un chevron d'azur, accompagné en pointe d'un rocher de gueules. |
| Blason de La Roque-d'Anthéron | Détails | Armes parlantes.                                                       |

| Blason de Roquefort-la-Bédoule | Blason  | D'azur à la tour d'or bâtie sur un rocher d'argent mouvant de la pointe. |
| Blason de Roquefort-la-Bédoule | Détails | Armes parlantes.                                                         |

| Blason de Roquevaire | Blason  | D'or à une montagne de gueules, surmontée d'une étoile de même. |
| Blason de Roquevaire | Détails | Armes parlantes.                                                |

| Blason de Rousset | Blason  | D'or à un rosier de sinople fleuri de trois roses de gueules. |
| Blason de Rousset | Détails |                                                               |

| Blason de Le Rove | Blason  | D'or au rencontre de chèvre du Rove au naturel surmonté des inscriptions en lettres capitales de sable « VILLE » et « DU », l'une au-dessus de l'autre en chef et « ROVE » en pointe.        |
| Blason de Le Rove | Détails | Blason utilisé comme logotype par la commune. |
| Blason de Le Rove | Alias   | D'or à quatre pals de gueules, à dextre une branche de chêne englandée de sable brochante, à senestre un bouc naissant d'argent, chargé des mots VILLE DU en chef, ROVE en pointe, de sable. |

## S
| Blason de Saint-Andiol | Blason  | De sable à un saint Andéol d'argent. |
| Blason de Saint-Andiol | Détails |                                      |

| Blason de Saint-Antonin-sur-Bayon | Blason  | De gueules à une croix alésée pattée d'argent,. |
| Blason de Saint-Antonin-sur-Bayon | Détails |                                                 |

| Blason de Saint-Cannat | Blason  | D'or à la canne feuillée de sinople sur un tertre de même, accostée des lettres capitales S et C de gueules, au chef d'azur chargé de trois étoiles d'argent. |
| Blason de Saint-Cannat | Détails | Saint-Cannat : Armes parlantes. (canne) |
| Blason de Saint-Cannat | Alias   | D'or à une canne feuillée en forme de palme de sinople, accostée de deux fleurs de lis d'azur.                                                                |

| Blason de Saint-Chamas (Bouches-du-Rhône) | Blason  | De gueules au pont Flavien d'or posé sur un plan d'eau d'azur mouvant de la pointe et chargé de deux poissons affrontés d'argent. |
| Blason de Saint-Chamas (Bouches-du-Rhône) | Détails | |

| Blason de Saint-Estève-Janson | Blason  | D'or à une bande de sinople, coupé d'azur à un lévrier d'argent. |
| Blason de Saint-Estève-Janson | Détails |                                                                  |

| Blason de Saint-Étienne-du-Grès | Blason  | D'azur à une église d'or sur une terrasse de même. |
| Blason de Saint-Étienne-du-Grès | Détails |                                                    |

| Blason de Saint-Marc-Jaumegarde | Blason  | D'azur au lion ailé contourné d'or accroupi sur une terrasse d'argent.  |
| Blason de Saint-Marc-Jaumegarde | Détails | Armes parlantes (lion de saint Marc).                                   |
| Blason de Saint-Marc-Jaumegarde | Alias   | D'azur au lion ailé contourné d'or passant sur une terrasse de sinople. |

| Blason de Saint-Martin-de-Crau | Blason  | Coupé : au 1er d'azur aux trois rayons d'or en barre mouvant du chef à senestre, une cape de berger d'argent suspendue au premier et brochant sur les autres, au 2e de gueules au mouton d'argent. |
| Blason de Saint-Martin-de-Crau | Détails | |

| Blason de Saint-Mitre-les-Remparts | Blason  | D'azur à une crosse d'or en pal accostée de deux fleurs de lis du même. |
| Blason de Saint-Mitre-les-Remparts | Détails |                                                                         |

| Blason de Saint-Paul-lès-Durance | Blason  | Tranché : au 1er de gueules à un bouc rampant d'argent surmonté d'une fleur de lys d'or, au 2e de sable à six faux renversées d'or posées 1, 2 et 3, à une barre d'argent chargée d'un atome de sable brochant sur le tout. |
| Blason de Saint-Paul-lès-Durance | Détails | |

| Blason de Saint-Pierre-de-Mézoargues | Blason  | D'azur à une maison ou ruine de maison d'argent au toit de gueules. |
| Blason de Saint-Pierre-de-Mézoargues | Détails |                                                                     |

| Blason de Saint-Rémy-de-Provence | Blason  | D'or à quatre pals de gueules et un chef d'azur chargé de trois fleurs de lis d'or. |
| Blason de Saint-Rémy-de-Provence | Détails |                                                                                     |

| Blason de Saint-Savournin | Blason  | D'or à un arbre de sinople accosté de deux lettres S et S de sable. |
| Blason de Saint-Savournin | Détails |                                                                     |

| Blason de Saint-Victoret | Blason  | De gueules aux rais d'escarboucle pommetés et fleurdelisés d'or. |
| Blason de Saint-Victoret | Détails | Blason utilisé comme logotype par la commune.                    |

| Blason de Saintes-Maries-de-la-Mer | Blason  | De gueules à deux saintes affrontées d'argent, tenant chacune une boîte d'or et étant dans un navire aussi d'or sans voiles, sans rames et sans timon, exposé dans une mer agitée d'azur ondée d'argent. |
| Blason de Saintes-Maries-de-la-Mer | Détails | Armes parlantes. |

| Blason de Salon-de-Provence | Blason  | D'or au lion de sable armé et lampassé de gueules, tenant entre ses pattes un écusson ovale d'azur chargé d'une fleur de lys d'or,. |
| Blason de Salon-de-Provence | Détails | |

| Blason de Sausset-les-Pins | Blason  | D'azur à la mer ondée d'argent et du champ de quatre pièces mouvant de la pointe, au pin au naturel brochant et mouvant aussi de la pointe, adextré d'un dauphin d'argent et senestré d'un soleil non figuré d'or issant de la mer,. |
| Blason de Sausset-les-Pins | Détails | Armes parlantes. Conflit héraldique : le blasonnement annonce une mer ondée d’argent et du champ, le dessin montre une mer ondée d’argent. Soleil d’or → soleil non figuré d’or.                                                     |

| Blason de Sénas | Blason  | D'argent à un chef d'azur chargé d'un chêne d'or. |
| Blason de Sénas | Détails | Blason utilisé comme logotype pour l'alias par la commune. |
| Blason de Sénas | Alias   | D'argent à l'arbre d'azur chargé d'un S d'or et à un chef d'azur chargé d'une couronne murale à deux tours d'or. Armes à enquerre (non-respect de la règle de contrariété des couleurs). |

| Blason de Septèmes-les-Vallons | Blason  | D'or à l'arbre arraché de sinople sommé d'une aigle au vol abaissé issante soudée d'argent, à la plaine partie d'azur et de gueules,. |
| Blason de Septèmes-les-Vallons | Détails | Blason utilisé comme logotype par la commune.                                                                                         |

| Blason de Simiane-Collongue | Blason  | D'or semé de tours et de fleurs de lis d'azur. |
| Blason de Simiane-Collongue | Détails |                                                |

## T
| Blason de Tarascon | Blason  | Coupé : au 1er de gueules au château donjonné de trois tourelles d'argent, ouvert du champ, ajouré et maçonné de sable, posé sur la partition, au 2e d'azur à la tarasque de six pattes d'or engoulant un homme d'argent. |
| Blason de Tarascon | Détails | Conflit héraldique : le blasonnement annonce un château ouvert du champ ; le dessin montre le château ouvert de sable. Tarascon : Armes parlantes. (tarasque) Blason utilisé comme logotype par la commune.               |

| Blason de Le Tholonet | Blason  | D'azur à une fasce d'or, coupé d'or à un ours d'azur. |
| Blason de Le Tholonet | Détails |                                                       |

| Blason de Trets | Blason  | D'argent à trois trèfles de sinople. |
| Blason de Trets | Détails |                                      |

## V
| Blason de Vauvenargues | Blason  | Fascé d'or et d'azur de six pièces, au chef d'argent. |
| Blason de Vauvenargues | Détails |                                                       |

| Blason de Velaux | Blason  | D'or à une vache de gueules sur une montagne de sinople. |
| Blason de Velaux | Détails |                                                          |

| Blason de Venelles | Blason  | D'or au sautoir de gueules et au chef cousu d'argent chargé du mot VENELLES de sable. |
| Blason de Venelles | Détails |                                                                                       |

| Blason de Ventabren | Blason  | D'azur à la montagne d'argent posée sur des ondes du même mouvant de la pointe, au chef cousu de gueules chargé d'un soleil d'or. |
| Blason de Ventabren | Détails | |

| Blason de Vernègues | Blason  | Coupé : au 1er d'argent au cheval gai d'azur, au 2e de sable à la bande d'or. |
| Blason de Vernègues | Détails |                                                                               |

| Blason de Verquières | Blason  | D'argent à une aiguière de sinople. |
| Blason de Verquières | Détails |                                     |

| Blason de Vitrolles | Blason  | D'or à une tour de gueules maçonnée de sable, ouverte et ajourée du champ, posée sur une terrasse du même. |
| Blason de Vitrolles | Détails | |